# Flättna
Flättna är en gård Sankt Nicolai socken, Nyköpings kommun.
Redan under förhistorisk tid torde det ha funnits en gård på platsen, strax nordöst om gården ligger ett gårdsgravfält. Flättna omtalas i dokument första gången 1381 ("i Flættno"). Under 1300- och 1400-talet omtalas flera fastar i Flättna. 1459 hölls arvskifte efter Kristiern Esbjörnsson (Hjorthorn, Esbjörn Djäkns ätt) och hans dotter Märta Kristiernsdotter (Hjorthorn) ärvde gården. I samband med en tvist 1480 vittnades att Flättna ursprungligen varit skattejord, men att Bo Jonsson (Grip) satt en armborstmakares hustru, Bilo, i tornet på Nyköpingshus till att hon blivit medgörlig att sälja gården. Han skall sedan bytt bort den till Esbjörn Kristiernsson Djäkn. Flättna var därefter sätesgård för Lars Birgersson (Siöblad) 1492–1496, för hans son Kristiern Larsson (Siöblad) 1528–1550, för änkan Anna Pedersdotter (Gladhemsätten) 1551–1555 och för sonen Peder Kristiernsson 1557–1604.
Flättna gick därefter i arv inom ätten Siöblad. Generalmajor Karl Siöblad var den sista innehavaren av släkten. Hans änka, Ulrika Juliana von Berchner gjorde Flättna, med Arnö herrgård som huvudgård som fideikommiss inom Sparreska släkten med dottersonen Fredrik Adolf Ulrik Sparre som första innehavare. Redan från tidigt 1700-tal hade Flättna reducerats till utgård under Arnö. På platsen för 1600-talets huvudbyggnad finns idag endast en källare. Nuvarande huvudbyggnad, som byggts i flygel till den äldre, anges enligt sägner ha överlevt rysshärjningarna då den fungerat som bostad för ryska officerare. Av allt att döma är dock byggnaden yngre och uppförd först under senare hälften av 1700-talet.